# Josep Quetglas Riusech
Josep Quetglas Riusech (Palma, Illes Balears, 1 de maig de 1946) és arquitecte i professor de la Universitat Politècnica de Catalunya.

## Biografia
Va estudiar arquitectura a l'Escola Tècnica Superior d'Arquitectura de Barcelona, i es va treure el títol d'arquitecte el 1973 Rafael Moneo com a director del treball final de carrera. Interessat en la docència, ha estat professor des de 1974 a l'Escola Tècnica Superior d'Arquitectura de Barcelona amb els catedràtics Manuel Ribas i Piera, Xavier Rubert de Ventós i Josep Maria Sostres. Va obtenir el títol de doctor el 1980 amb una tesi dirigida per Rafael Moneo.
Des de 1988 és catedràtic de la Universitat Politècnica de Catalunya i especialitza la seva docència i investigació en els camps de la història de l'art i l'arquitectura moderna i contemporània. Ha organitzat les revistes “Carrer de la Ciutat” (1977-80), “Revista Técnica” (1988-89) i “Web Architecture Magazine. WAM” (des de 1996). Ha organitzat i dirigit les col·leccions de llibres “Colección de Arquilectura”, pel Col·legi d'Aparelladors de Múrcia (entre 1980 i 1985), i la “Biblioteca de Arquitectura”, per El Croquis Editorial, Madrid (des de 1992). I el 2006, la revista Quaderns d'Arquitectura i Urbanisme, del Col·legi Oficial d'Arquitectes de Catalunya. Dirigeix des de 2002 l'anuari Massilia.

## Reconeixements
Va rebre la medalla del FAD el 2002. El juliol de 2009 fou guardonat amb el Premi Nacional d'Arquitectura i Espai Públic, concedit per la Generalitat de Catalunya, per la seva incansable recerca i divulgació d'estudis sobre Le Corbusier incorporats a "Massilia. Annuaire d'études corbuséennes" i per la seva dilatada trajectòria com a crític d'arquitectura. Se li concedí el premi Ramon Llull de la Comunitat Autònoma de les Illes Balears de l'any 2011.